# Ranahults naturreservat

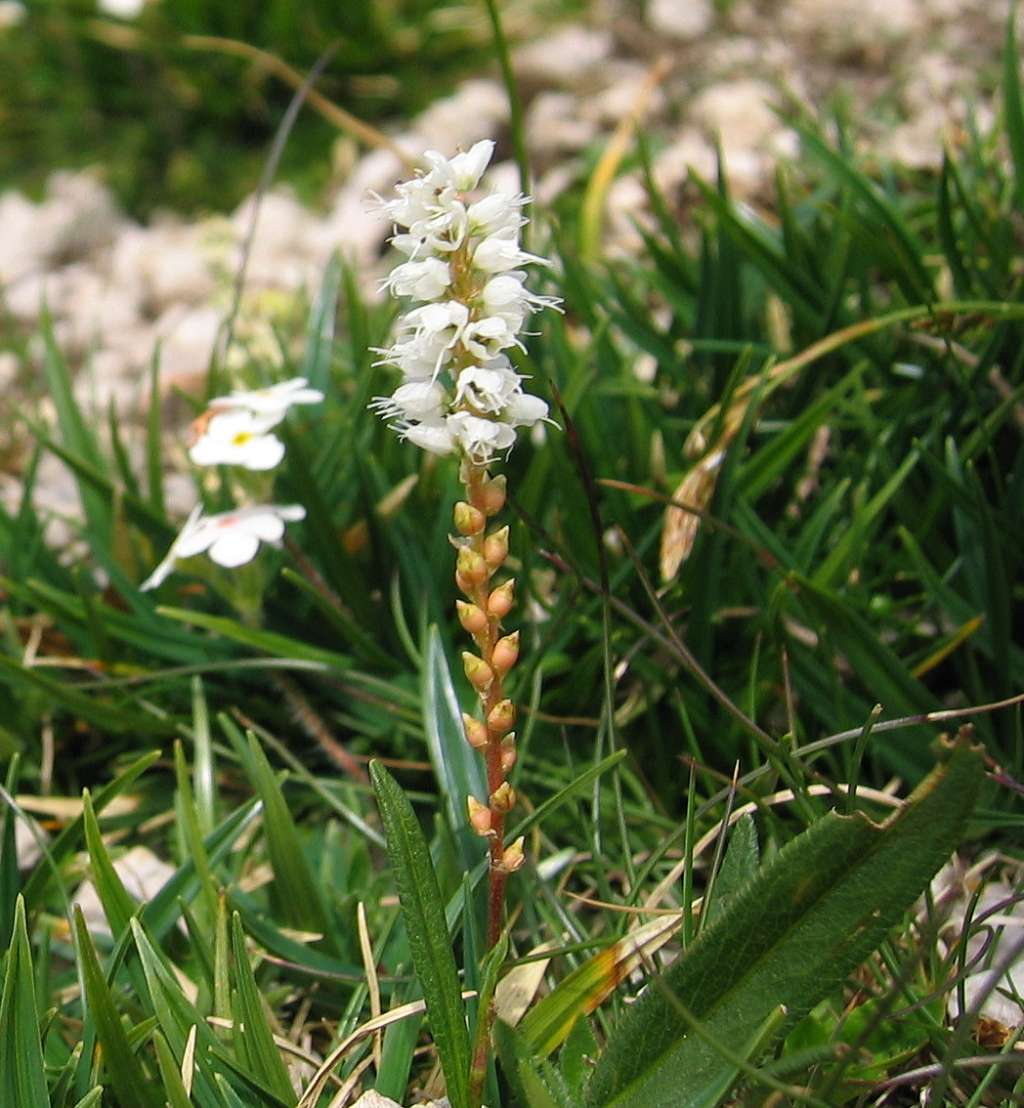
Ormrot

Ranahult är ett naturreservat i Larvs socken i Vara kommun i Västergötland. 
Reservatet är skyddat sedan 1988 och är 21 hektar stort. Det är beläget nordöst om Fåglavik. 
Ranahults naturreservat är ett kulturlandskap med rötter i 1500-talet. Där finns gott om odlingsrösen och rester av fägator, stenmurar och jordkällare. I slåtterängen med lindar växer ormrot, slåttergubbe och svinrot. Skogen domineras av ek, lind, alm och ask. Där finns ett rikt fågelliv med svarthätta, stenknäck och hackspettar. 
Inom området kan man följa ett flertal stigar.